# Berliner-Joyce
Berliner-Joyce Aircraft fue una empresa fabricante de aviones estadounidense. Fue fundada el 4 de febrero de 1929, cuando Henry Berliner y su compañía establecida en 1922, la Berliner Aircraft Company de Alexandria (Virginia), se fusionó con la Maryland Aviation Commission, liderada por el capitán Temple Nach Joyce.
Berliner-Joyce contrató a William H. Miller como diseñador jefe, y abrió una fábrica de 5388,4 m² en Dundalk (Maryland), cerca de Logan Field. La instalación operó uno de los mayores túneles de viento privados de la época. La Gran Depresión acabó con el mercado de producción de aviones civiles, por lo que Berliner-Joyce se concentró en el diseño de aviones para el USAAC y la Armada estadounidenses.
En mayo de 1929, la compañía recibió su primer encargo, por el Berliner-Joyce XFJ. Otros proyectos, los P-16 y OJ-2, también recibieron pedidos. Se propuso una fusión con Douglas Aircraft Company a principios de 1930, pero no se concretó. Más tarde el mismo año, North American Aviation compró una participación mayoritaria y designó a sus propios ejecutivos. En 1933, la entonces denominada B-J Corporation se convirtió en la subsidiaria de una subsidiaria cuando North American Aviation fue comprada por la General Motors Corporation. En enero de 1934, Joyce dejó la compañía para unirse a Bellanca Aircraft y, poco después, Berliner también se fue a la Engineering and Research Corporation (ERCO). La compañía se convirtió en la división Berliner-Joyce de North American Aviation, y fue trasladada de Maryland a Inglewood (California).

## Aviones
| Nombre del modelo              | Primer vuelo | Construidos | Tipo                                                   |
| ------------------------------ | ------------ | ----------- | ------------------------------------------------------ |
| Berliner-Joyce CM-4            | 1928         | 6           | monoplano de ala en parasol triplaza de cabina abierta |
| Berliner-Joyce 29-1 Commercial | 1929         | 1           | monoplano de cabina de ala alta utilitario             |
| Berliner-Joyce P-16            | 1929         | 26          | caza biplano monomotor                                 |
| Berliner-Joyce XFJ             | 1930         | 1           | caza biplano monomotor                                 |
| Berliner-Joyce OJ              | 1931         | 39          | hidroavión biplano monomotor de observación            |
| Berliner-Joyce F2J             | 1933         | 1           | prototipo de caza biplano monomotor                    |
| Berliner-Joyce XF3J            | 1934         | 1           | prototipo de caza biplano monomotor                    |